# Mediterrane bossen, bosland en struwelen
Mediterrane bossen, bosland en struwelen vormen een van de 14 biomen waarin het WWF het landoppervlak van onze planeet indeelt. Ongeveer 20% van de bekende plantensoorten worden in dit bioom aangetroffen.

## Kenmerken
De vegetatie wordt gekenmerkt door
1. een lage kroon
2. vrij geringe dichtheid
3. niet erg groen
4. de groei is vrij traag en aangepast aan het ritme van het klimaat: een kort droog seizoen, onregelmatige regenval, vooral in de winter
5. sterke winden zijn mogelijk
6. branden treden regelmatig op en vuur speelt een belangrijke rol in de levenscycli
7. menselijk ingrijpen heeft het bioom ernstig aangetast (tot meer dan de helft) en dit proces zet zich nog voort

Het bioom komt vooral in het Middellandse Zeegebied voor, maar er zijn andere delen van de aarde waar het ook een rol speelt. De vegetatie wordt wel sclerofylle vegetatie genoemd, wat betekent dat de bladeren goed tegen droogte kunnen. Dit is het geval voor de olijfboom en de steeneik van Zuid-Europa, maar net zo goed voor de suikerbossen van het geslacht Protea. Ook voor veel soorten van de Australische bush geldt hetzelfde.

## Geografische verspreiding

### Afrotropisch gebied
- Het fynbos en renosterveld van Zuid-Afrika

### Australaziatisch gebied
- De bossen en struwelen van het zuidwesten van Australië
- De bossen van Zuid-Australië

### Nearctisch gebied
- De chaparral van Californië

### Neotropisch gebied
- De mattoral van Chili

### Palearctisch gebied
- De bossen en struwelen rond de Middellandse Zee

## Klimaat

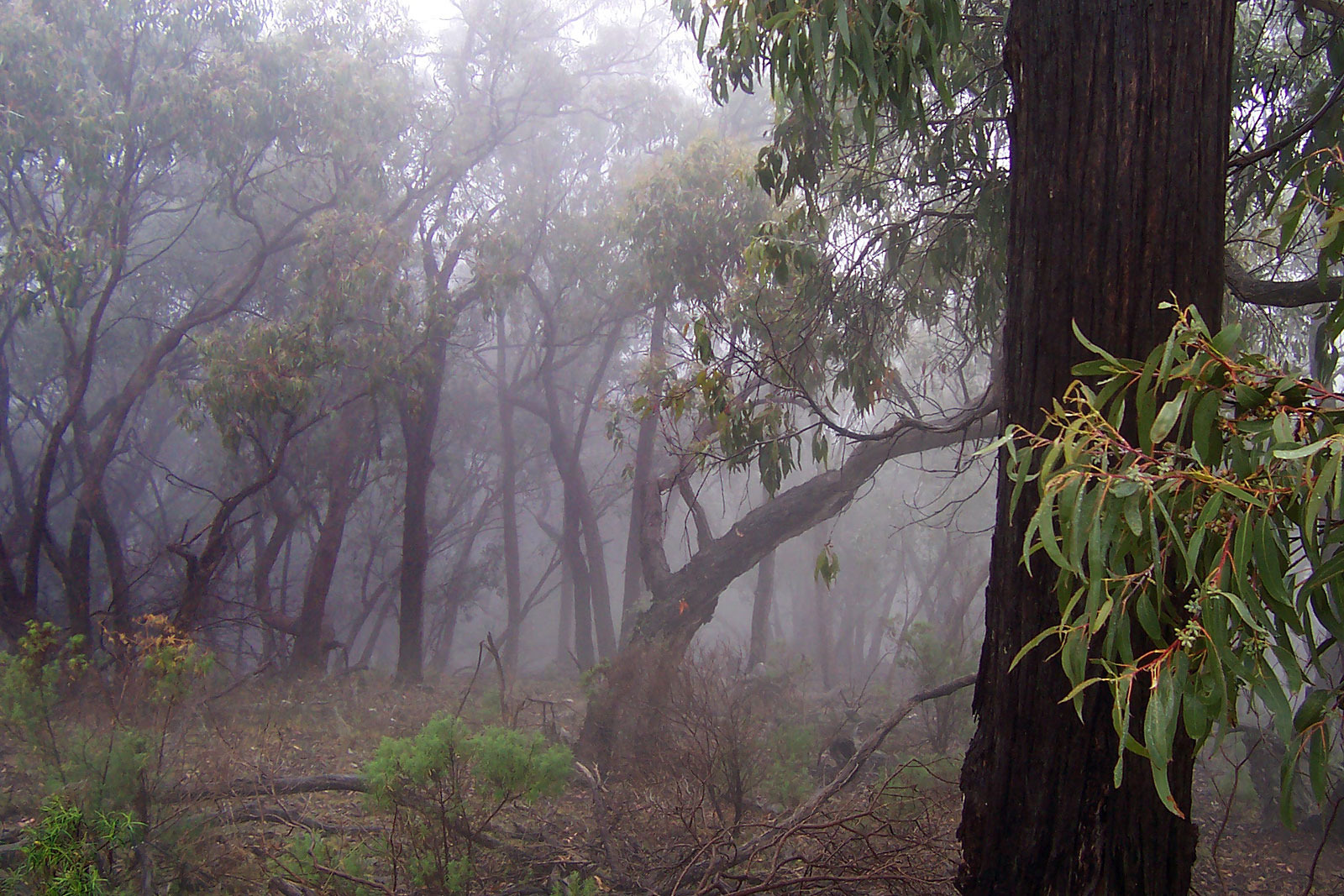
Australische bush.

De zomers zijn heet en droog, 's winters is het weer vrij zacht en soms nat en deze afwisseling heeft aanpassingen opgelegd aan de vegetatie. De jaarlijkse regenval varieert van 300 mm/jaar tot 800 mm/jaar met uitschieters op grotere hoogte. Tleta ktama in de Marokkaanse Rif ontvangt 1500 mm en Mont Aigoual zelfs 2000 mm. Er is plotseling opkomend onweer ten gevolge van het vocht dat verdampt van de warme zee en de koudere luchtstromen die van elders (bijv. Centraal Europa) het gebied inkomen. Deze gebeurtenissen kunnen tot aanzienlijke overstromingen aanleiding geven.
Het gebied ontvangt veel zon met zo'n 2500 uur per jaar. Het aantal regenachtige dagen is klein: minder dan 100 dagen per jaar. Het droge zomerseizoen kan 3 tot 4 maanden duren. De temperatuur schommelt rond een gemiddelde van 15-20 °C. Vorst en sneeuw zijn zeldzaam en treden gewoonlijk alleen op grotere hoogte op. Plantensoorten zijn nogal eens niet vorstbestendig. Er komen vaak sterke bergwinden voor, soms met eigen benaming zoals de mistral, sirocco of de bora

## Flora

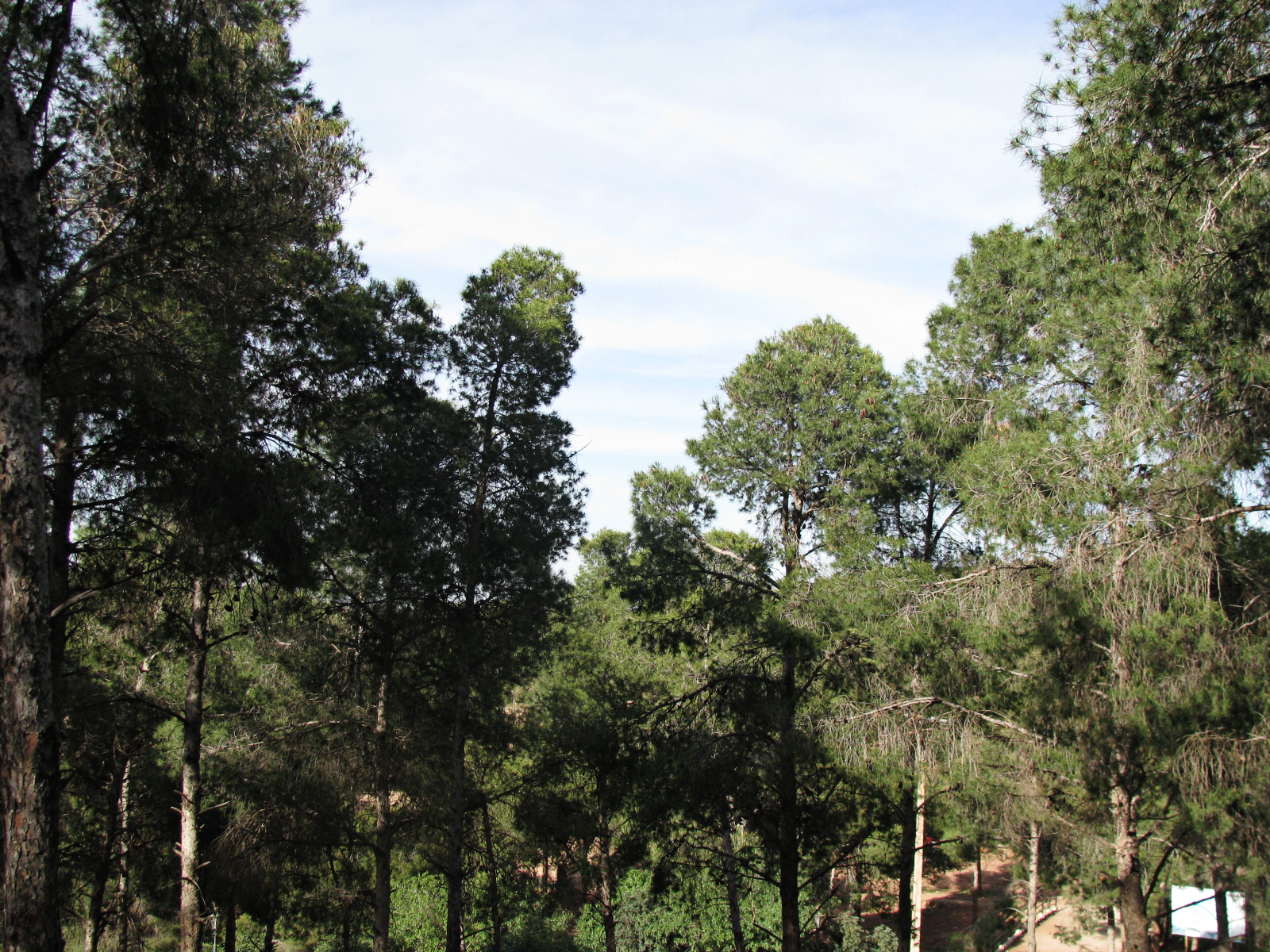
Naaldbos bij Oujda.

De vegetatie telt een aanzienlijk aantal eenjarige planten die hun levenscyclus voltooien binnen het ritme van de jaargetijden. Vaak sterven ze al af voor de droge zomer begint. Daarnaast zijn er ook talrijke xerofiele planten die in staat zijn vocht op te slaan, bijvoorbeeld in een bloembol en het verlies aan vocht tegengaan door een verkleind bladoppervlak of doordat zij huidmondjes bezitten die zich in hete uren afsluiten van de buitenwereld. Ook treedt vaak verhouting op onder invloed van de sterke zonnestraling. De grond is vaak kalkhoudend en er vaak karstverschijnselen die het afvloeien van gevallen neerslag bespoedigen. Dit maakt het landschap nog droger. Soms is er sprake van "rode aarde" die kaolienhoudende klei bevat die met hematiet rood gekeurd is. Deze gronden zijn vaak een overblijfsel van nattere tijden in het Kwartair.
Het bioom is vaak sterk aangetast door ingrijpen van de mens. Er wordt vaak brand gesticht om nieuw landbouwareaal te ontgininnen en het houden van geiten en opzettelijke ontbossing -bijvoorbeeld voor de scheepsbouw in de Romeinse tijd- heeft veel kaalslag veroorzaakt. Van de bossen met steeneik komen nog maar fragmenten voor. Er wordt vandaag de dag wel her en der geprobeerd om het verloren bos weer op te doen groeien.

### Bos
We kunnen naar de dominante soorten een aantal vegetatietypes onderscheiden:
- Steeneikenwoud (Quercus ilex). Deze groeien op lage hellingen, meestal op kalkachtige grond, hoewel er ook voorbeelden zijn van grotere hoogtes zoals de Pic Saint-Loup. Men vindt er ook Pistacia terebinthus (terpentijnboom) en Pistacia lentiscus (mastiekboom), johannesbroodboom, laurier, sumak, Phillyrea angustifolia, tijm, rozemarijn,  Quercus coccifera en jeneverbes.

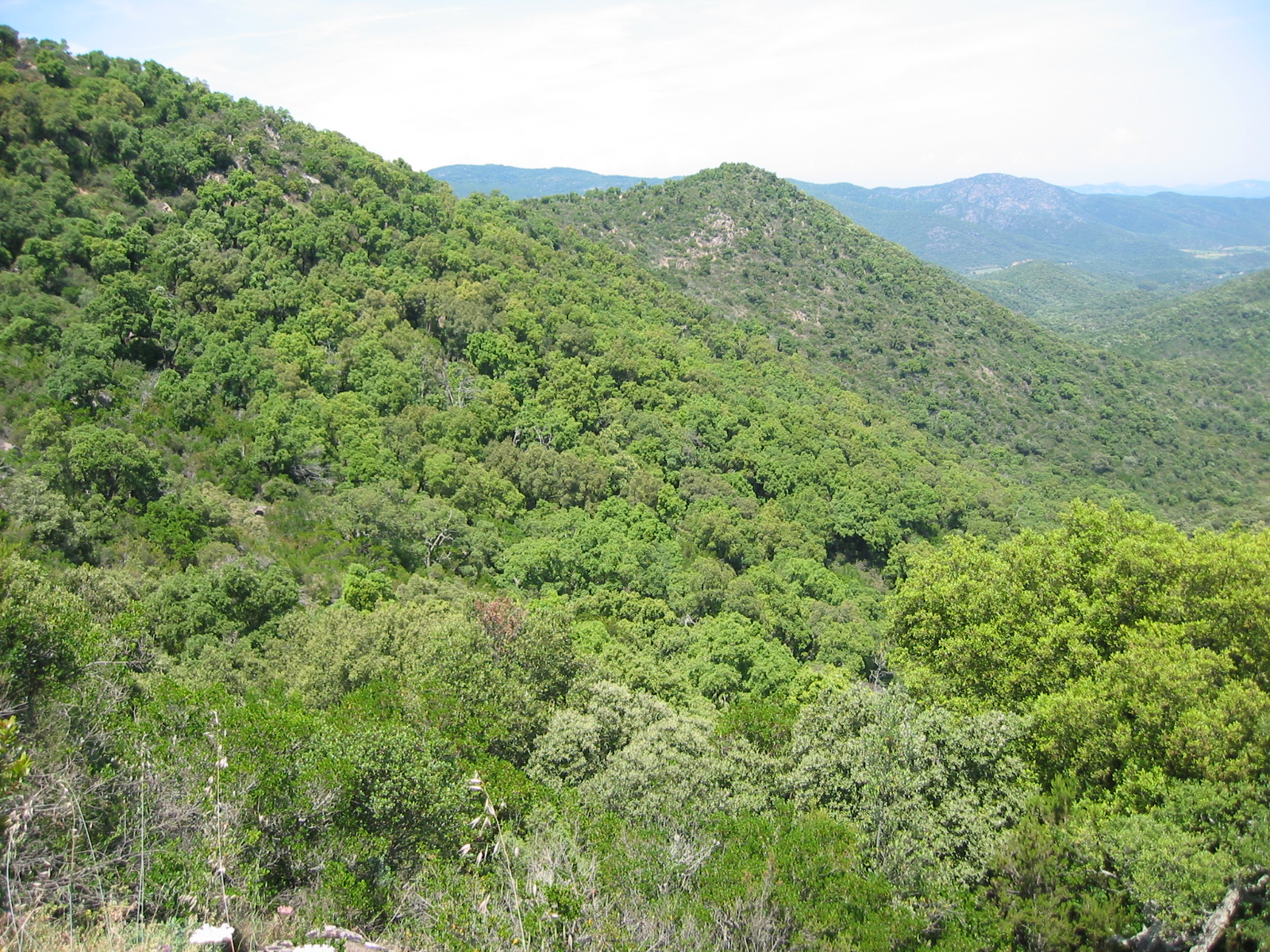
Kurkeiken.

- Kurkeikenwoud (Quercus suber), op kiezelrijke gronden en een wat vochtiger klimaat. Ze zijn vaak moeilijk doordringbaar zoals het massif des Maures in de omgeving van Fréjus. Ze bevatten vaak ook zeedennen (Pinus maritima), aleppodennen (Pinus halepensis),mastiekbomen (Pistacia lentiscus), mirte, Cistus-soorten, lavendel, en struikhei (Calluna vulgaris).

De begroeiing kan echter ook meer uit struweel bestaan en daar wordt in Europa een onderscheid gemaakt in maquis en garrique. Voor een deel berust het verschil op de hoeveelheid neerslag, maar ook de grondsoort speelt een voorname rol. Maquis komt meer op kiezelrijke grond voor en garrique op drogere meer kalkachtige gronden. Daarnaast worden ook dennenbossen aangetroffen, maar voor een deel gaat dit terug op de invasieve en snelgroeiende aleppoden.

### Maquis

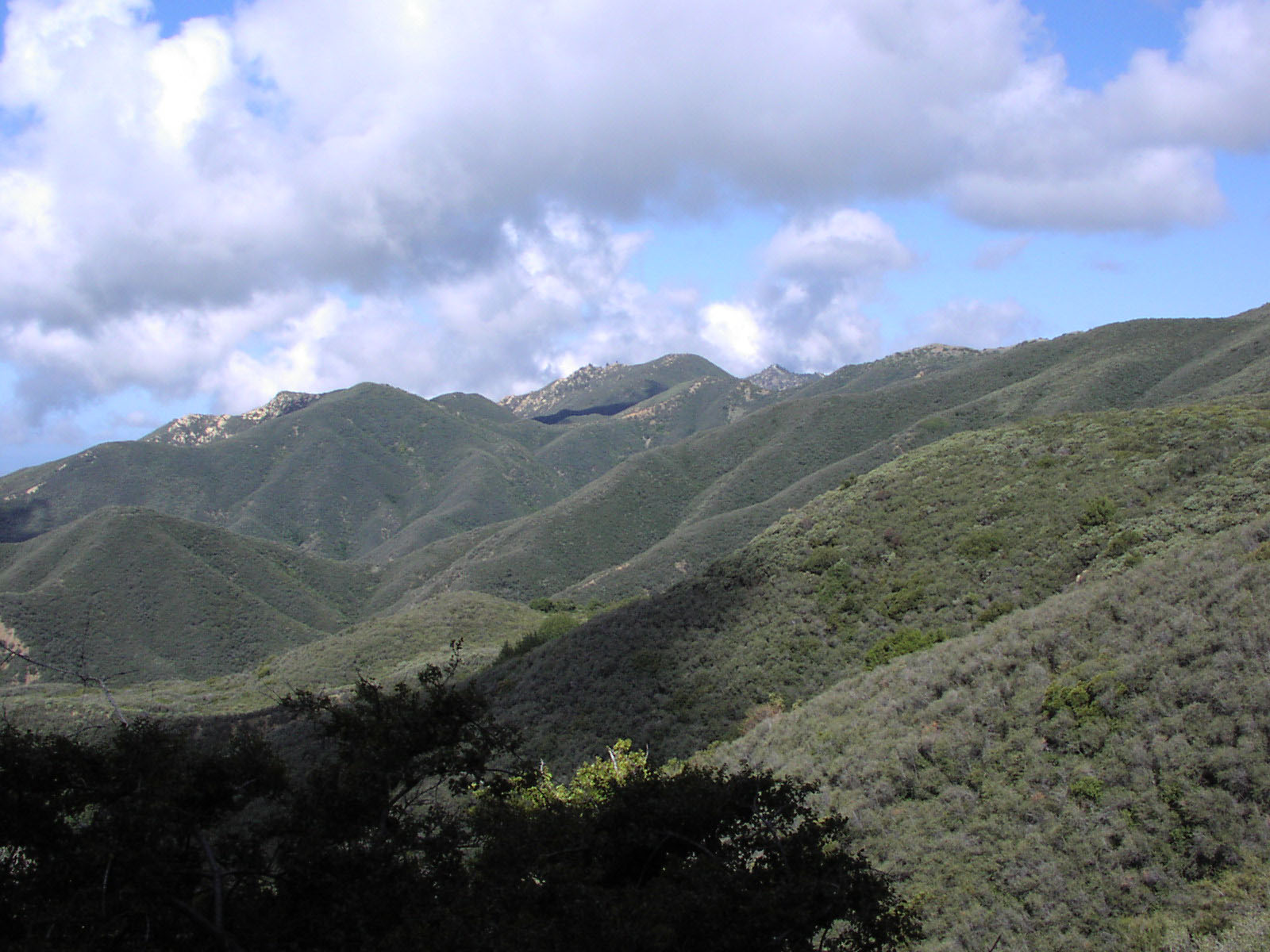
Chaparral in Californië.

Maquis is een soort bos waarin hoge bomen ontbreken. In andere streken van de wereld worden er andere namen aan gegeven:
- In Californië heet het chaparral,
- In Australië: mallee,
- In Chili: mattoral,
- In Zuid-Afrika: fynbos.

Maquis groeit vooral op kiezelrijke bodem oftewel verweerde rotsen. Er worden veel plantensoorten aangetroffen, waaronder vaak een groot aantal endemische soorten. Boomsoorten bereiken soms een hoogte boven de 4 meter. In Europa zijn daaronder de steeneik, de kurkeik en de olijfboom. Veel begroeiing is echter in de vorm van struiken die wat lager blijven, zoals de boomhei, aardbeiboom en soorten uit de Ericaceae. In het fynbos zijn het vaak de Protea-soorten die deze plaats innemen.
Nog lagere struiken en planten komen ook in vele soorten. Daaronder valt bijvoorbeeld rozemarijn, de stekelige jeneverbes, lavendel en clematis.

### Garrigue
Dit type is eigenlijk een verworden vorm van steeneikenwoud die de kalkrijke bodems bedekt die snel zijn neerslag verliest en waar de begroeiing minder dicht is. Er zijn hier nog minder hogere bomen en er groeien vooral planten die goed tegen droogte kunnen, zoals de hulsteik die niet hoger wordt dan 1,5 meter, soorten uit het geslacht Cistus, tijm, roosmarijn, salie, lavendel, hysop en bolgewassen zoals krokus, iris en tulp. Indien de degradatie voortschrijdt verandert dit type vegetatie in steppe. In andere delen van de wereld komt een vergelijkbaar type vegetatie voor, zoals het renosterveld van Zuid-Afrika, waar ook vele bolgewassen aangetroffen worden.

## Fauna
Het bioom is rijk aan insectensoorten, waaronder krekels en sprinkhanen. Ook reptielen zijn vaak goed vertegenwoordigd, waaronder hagedissen en gecko's. Er zijn ook vaak endemische vogelsoorten zoals de honingzuigers en Afrikaanse suikervogels of een aantal soorten roofvogels zoals arenden en buizerds, maar ook aaseters zoals de condor.
Grote zoogdieren zijn vaak door toedoen van de mens verdwenen, zoals de Afrikaanse blauwbok of vervangen door huisdieren of vee, zoals ezels, geiten of schapen. Kleinere nachtdieren zoals de opossums van Chili en Australië zijn er vaak nog wel.